# Amtsbezirk Bukonys

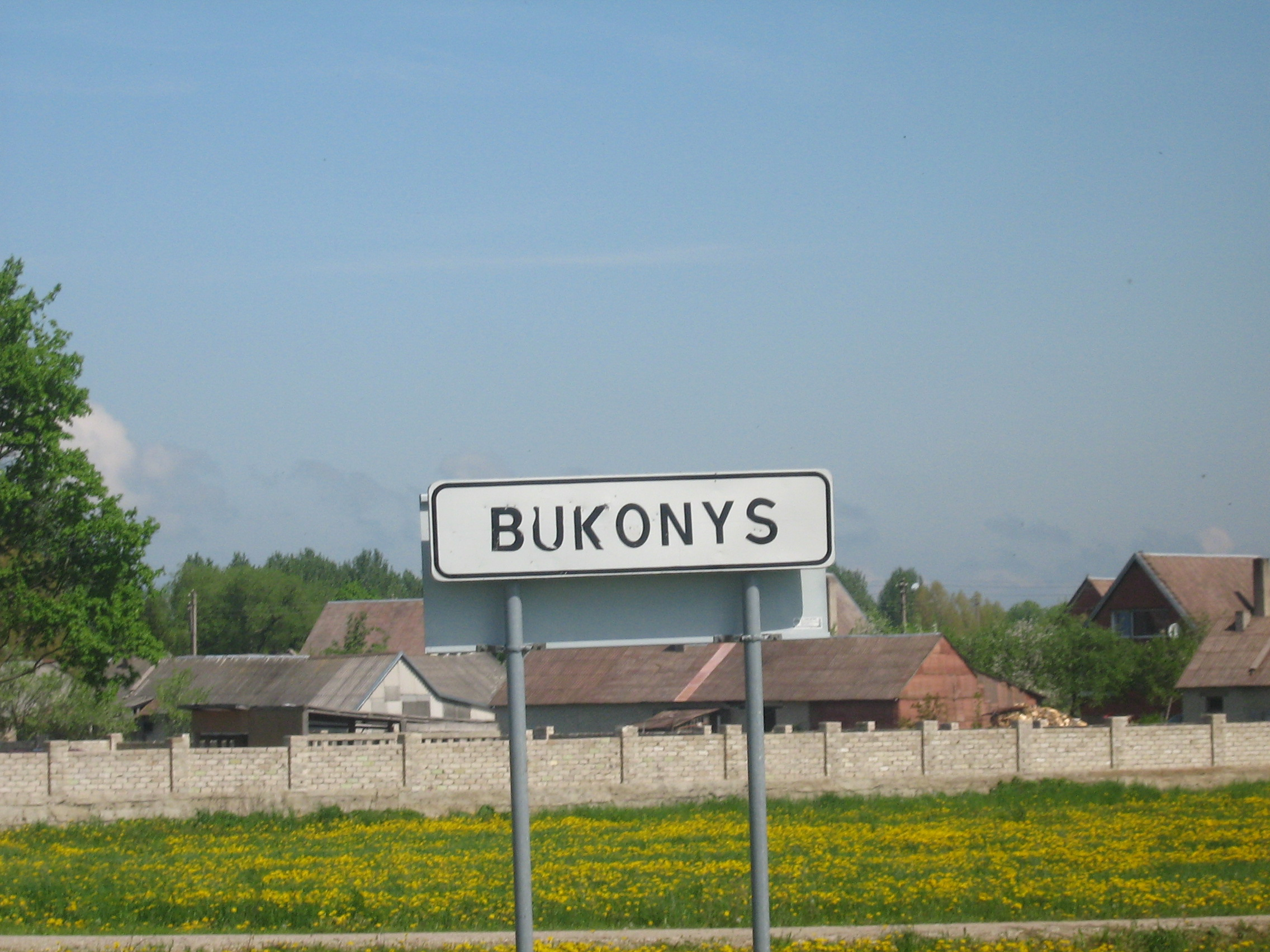
Schild im Dorf Bukonys

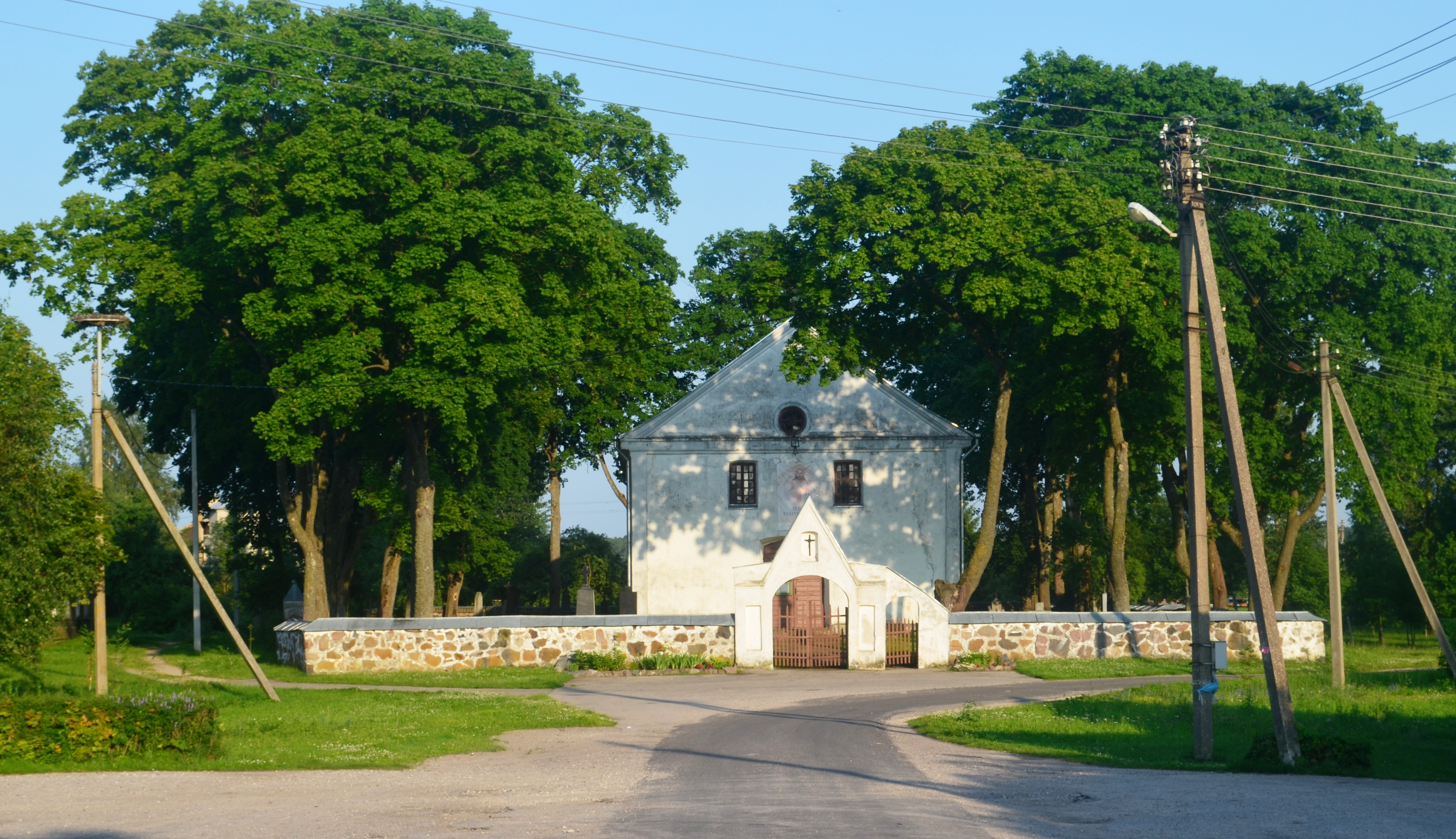
Kirche Bukonys, gebaut 1829

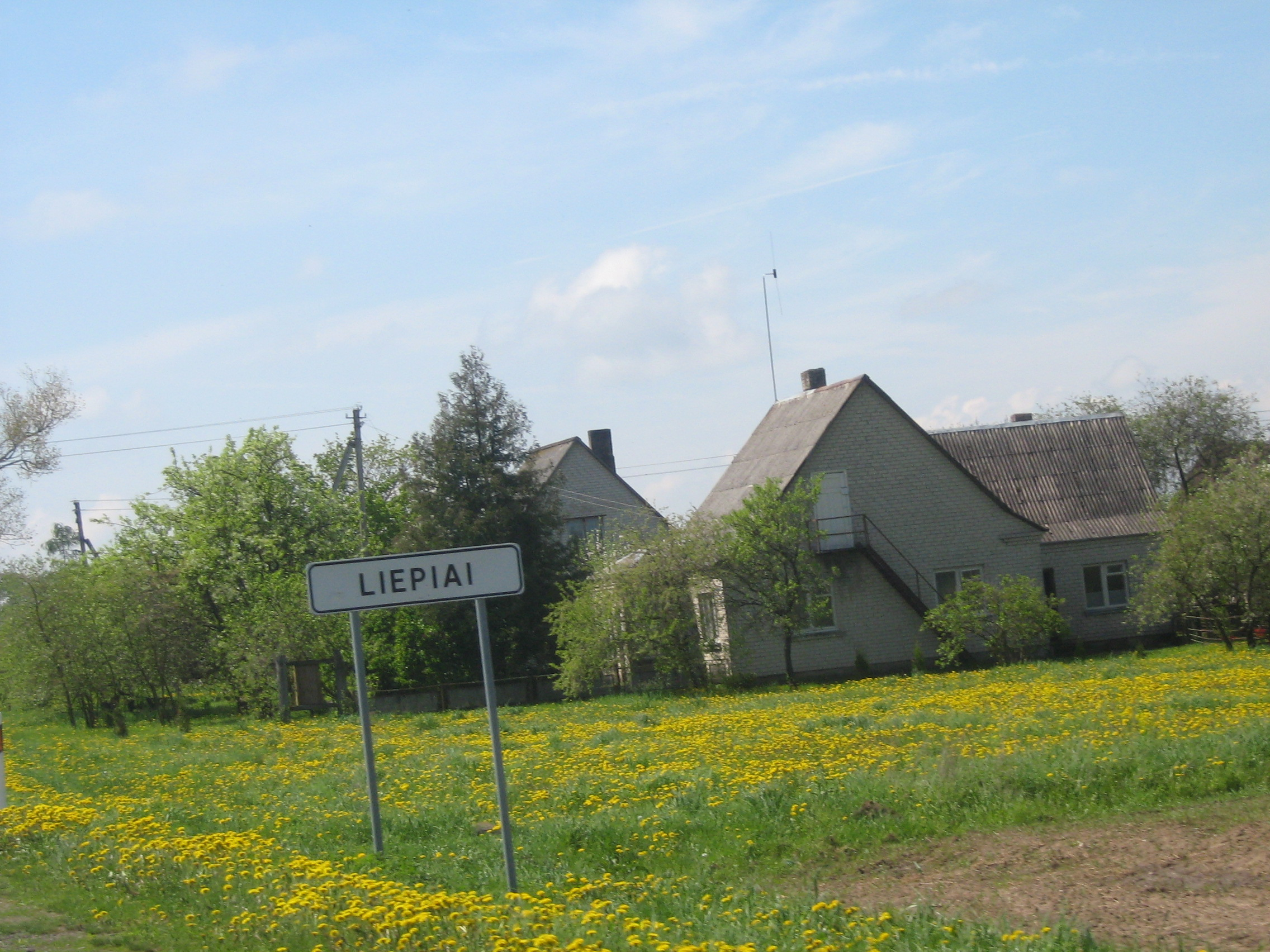
Dorf Liepiai

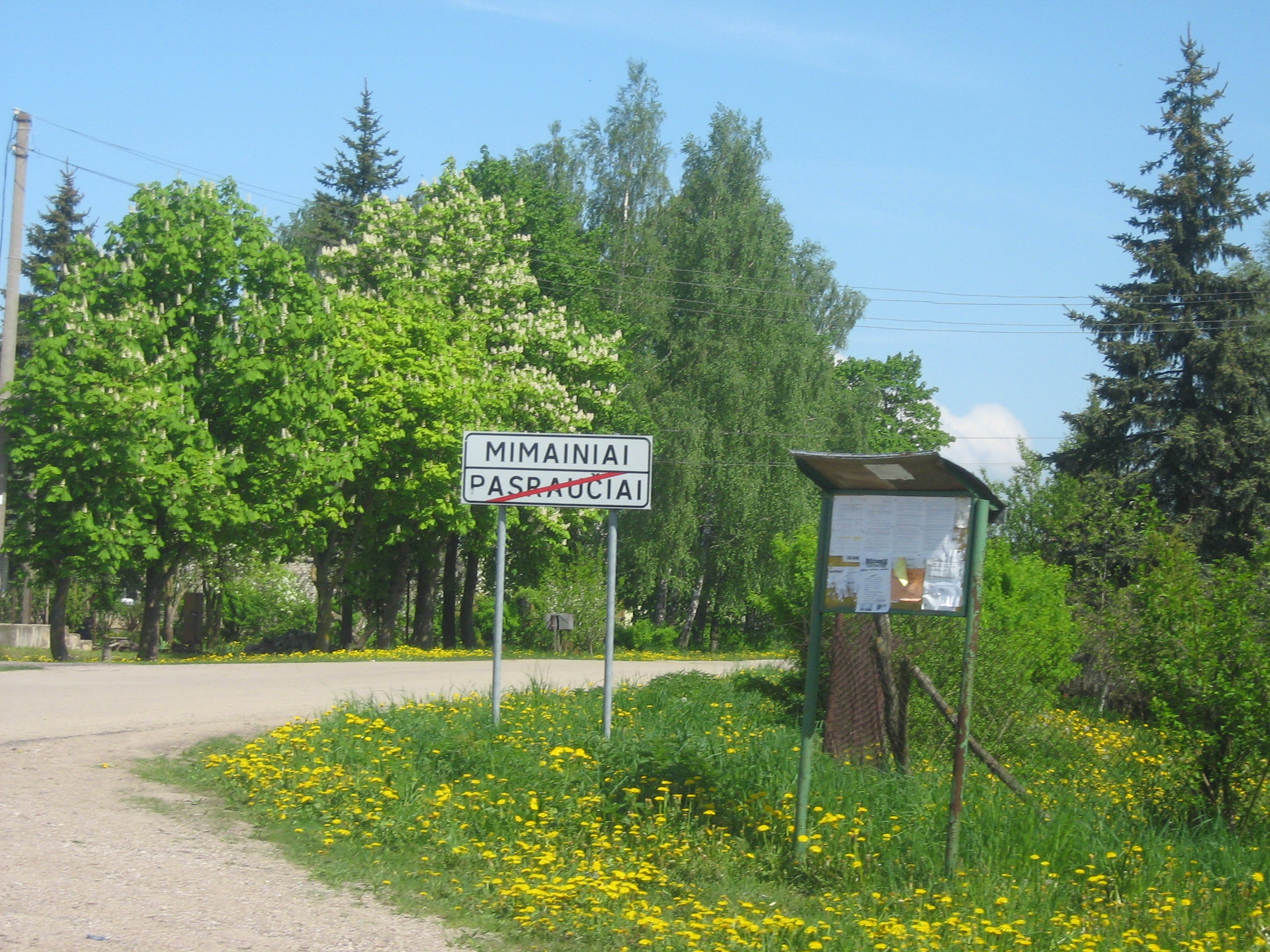
Dorf Mimainiai

Der Amtsbezirk Bukonys (lit. Bukonių seniūnija) ist ein Amtsbezirk im Norden der Rajongemeinde Jonava, im Bezirk Kaunas, Litauen. Das Zentrum ist das Dorf Bukonys, 18 km nördlich von der Stadt Jonava. Es gibt 1565 Einwohner in 31 Dörfern (2011). Durch den Amtsbezirk fließen die Lankesa und die Srauta. Es gibt drei Seen (Mimainiai, Beržuliai und Žeimeliai).

## Geschichte
1919 wurde der Amtsbezirk Bukonys errichtet. Er gehörte zur Panoteriai-Wolost im Bezirk Ukmergė. Ab 1940 war er apylinkė (Umkreis). Im Juni 1941 wurde der Amtsbezirk neu gegründet. 1944 wurde er zum Umkreis Bukonys (Bukonių apylinkė).
Seit 1995 wird der Amtsbezirk vom Beamten seniūnas geleitet.

## Verwaltung
- 1932: Juozas Janušauskas
- 2006–2009: Albinas Žilionis
- 2009: Kazys Damulevičius
- 2013-: Ramūnas Gudonavičius[2]

## Gliederung
2009 wurden 6 Unteramtsbezirke (seniūnaitija) gegründet:
- Bukonys I (217 Einwohner, Leiterin Dalia Freimontienė): Bukonys (Ukmergės-Straße), Biržuliai, Rukuižiai
- Bukonys II (444 E., Leiterin Dalija Kajėnienė): Dorf Bukonys (Straßen: Jonavos, Šapuvos, Miško, Mokyklos, Kačėnų, Parko, Jaunystės, Rožių, Vaiškonių, Sodų, Biliuškių, Draugystės, Garniškių), Dorf Dovydonys
- Liepiai (472 E.,Leiter Romualdas Tamulionis): Liepiai, Liutkūnai, Žeimeliai, Narauninkiškiai
- Mimainiai (218 E., Leiter Petras Vyšniauskas): Mimainiai, Pasraučiai, Gaižūnai
- Petrašiūnai (115 E., Leiterin Emilija Belskienė): Petrašiūnai
- Vaivadiškiai (248 E., Leiter Jonas Stundys): Vaivadiškiai, Karaliūnai, Širviai[3]